# قرار مجلس الأمن التابع للأمم المتحدة رقم 1964
قرار مجلس الأمن التابع للأمم المتحدة رقم 1964، الذي اتخذ بالإجماع في 22 ديسمبر 2010، بعد أن ذكر بالقرارات السابقة بشأن الوضع في الصومال، أذن المجلس باستمرار ولاية بعثة الاتحاد الأفريقي في الصومال حتى 30 سبتمبر 2011 وزاد حجمها من 8000 إلى 12000 فرد.
وقال مجلس الأمن إن الزيادة تهدف إلى حماية الحكومة والسكان المدنيين من متمردي حركة الشباب وجماعات أخرى. وطلبت الدول الأفريقية ما مجموعه 20 ألف جندي، لكن مجلس الأمن شعر أن هذا العدد كان مفرطًا.

## القرار

### أعمال
بموجب الفصل السابع من ميثاق الأمم المتحدة، تم تفويض الدول الأعضاء في الاتحاد الأفريقي بمواصلة مهمتها في الصومال حتى 30 سبتمبر 2011، وزيادة حجم بعثة الاتحاد الأفريقي في الصومال إلى 12000 فرد، بعد أن كان 8000 فرد. وصدرت تعليمات للأمين العام بان كي مون لتقديم الخدمات اللوجستية للعملية. وأشار إلى نيته في القرار 1863 (2008) النظر في إمكانية إنشاء بعثة حفظ سلام تابعة للأمم المتحدة في الصومال.
ودعا القرار إلى ضمان سلامة العاملين في المجال الإنساني؛ إنهاء العنف وانتهاكات حقوق الإنسان ضد السكان؛ ورحب بالجهود التي يبذلها ضباط ووكالات الأمم المتحدة لزيادة وجود الأمم المتحدة في الصومال.